# Wietrzychowice (gmina)
Pour les articles homonymes, voir Wietrzychowice.
Wietrzychowice est une gmina rurale du powiat de Tarnów, Petite-Pologne, dans le sud de la Pologne. Son siège est le village de Wietrzychowice, qui se situe environ 31 km au nord-ouest de Tarnów et 55 km à l'est de la capitale régionale Cracovie.
La gmina couvre une superficie de 48,58 km2 pour une population de 4 193 habitants.

## Géographie
La gmina inclut les villages de Demblin, Jadowniki Mokre, Miechowice Małe, Miechowice Wielkie, Nowopole, Pałuszyce, Sikorzyce, Wietrzychowice et Wola Rogowska.
La gmina borde les gminy de Gręboszów, Koszyce, Opatowiec, Radłów, Szczurowa, Wojnicz et Żabno.